# Fuga Bianchi
La Fuga Bianchi, traduisible en français par Échappée Bianchi, est un classement annexe du Tour d'Italie créé en 2002 et nommé ainsi depuis 2020. De 2002 à 2006, il est nommé Fuga Piaggio, puis Fuga Gilera en 2007, Fuga Cervelo de 2008 à 2012, traduisible par Échappée Cervelo, et était nommé en référence au nom du producteur canadien de cadres de bicyclette Cervélo. Entre 2013 et 2019, le classement prend le nom de Fuga Pinarello en mémoire du cycliste italien Cesare Pinarello, mort le 4 août 2012.
Chaque coureur remporte un point par kilomètre d'échappée, celle-ci doit comporter au maximum dix coureurs, et durer au moins cinq kilomètres. Le coureur vainqueur de ce classement est celui qui obtient le plus grand nombre de points. En 2008, Fortunato Baliani remporte 9 400 € grâce à ce classement.

## Palmarès
| Édition        | Vainqueur                                       |
| -------------- | ----------------------------------------------- |
| Fuga Piaggio   |                                                 |
| 2002           | Mariano Piccoli                                 |
| 2003           | Constantino Zaballa                             |
| 2004           | Daniele Righi                                   |
| 2005           | Sven Krauß                                      |
| 2006           | Christophe Edaleine                             |
| Fuga Gilera    |                                                 |
| 2007           | Mikhail Ignatiev                                |
| Fuga Cervelo   |                                                 |
| 2008           | Fortunato Baliani                               |
| 2009           | Mauro Facci                                     |
| 2010           | Jérôme Pineau                                   |
| 2011           | Yaroslav Popovych                               |
| 2012           | Olivier Kaisen                                  |
| Fuga Pinarello |                                                 |
| 2013           | Rafael Andriato (Vini Fantini-Selle Italia)     |
| 2014           | Andrea Fedi (Neri Sottoli)                      |
| 2015           | Marco Bandiera (Androni Giocattoli-Sidermec)    |
| 2016           | Daniel Oss (BMC Racing)                         |
| 2017           | Pavel Brutt (Gazprom-RusVelo)                   |
| 2018           | Marco Frapporti (Androni Giocattoli-Sidermec)   |
| 2019           | Damiano Cima (Nippo-Vini Fantini)               |
| Fuga Bianchi   |                                                 |
| 2020           | Mattia Bais (Androni Giocattoli-Sidermec)       |
| 2021           | Simon Pellaud (Androni Giocattoli-Sidermec)     |
| 2022           | Mattia Bais (Drone Hopper-Androni Giocattoli)   |
| 2023           | Thomas Champion (Cofidis)                       |
| 2024           | Andrea Pietrobon (Polti Kometa)                 |
| 2025           | Manuele Tarozzi (VF Group-Bardiani CSF-Faizané) |

Portraits de lauréat
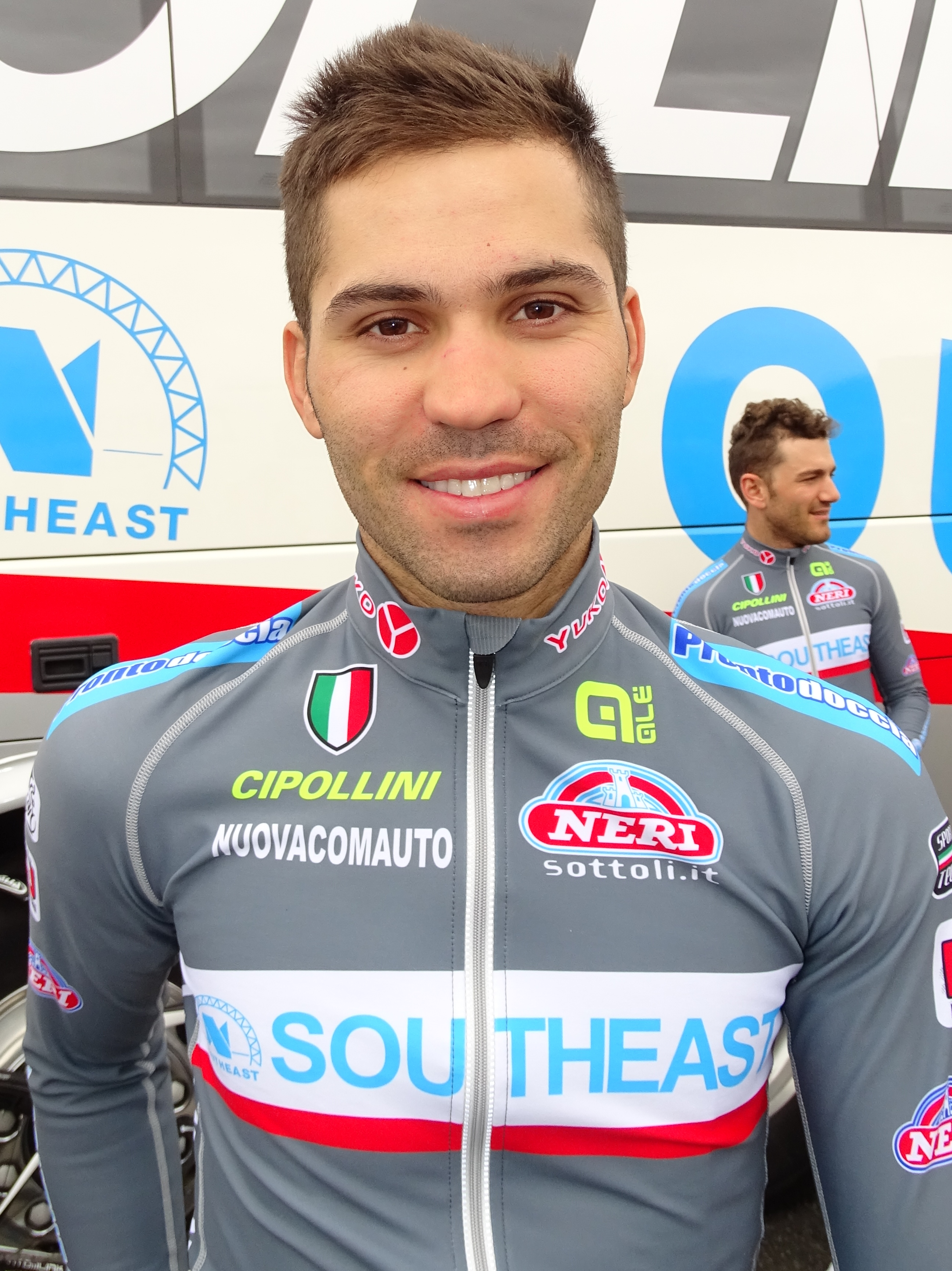
Rafael Andriato, ici photographié lors du départ de la 1re étape des Trois Jours de La Panne 2015, est vainqueur de la Fuga Pinarello en 2013.
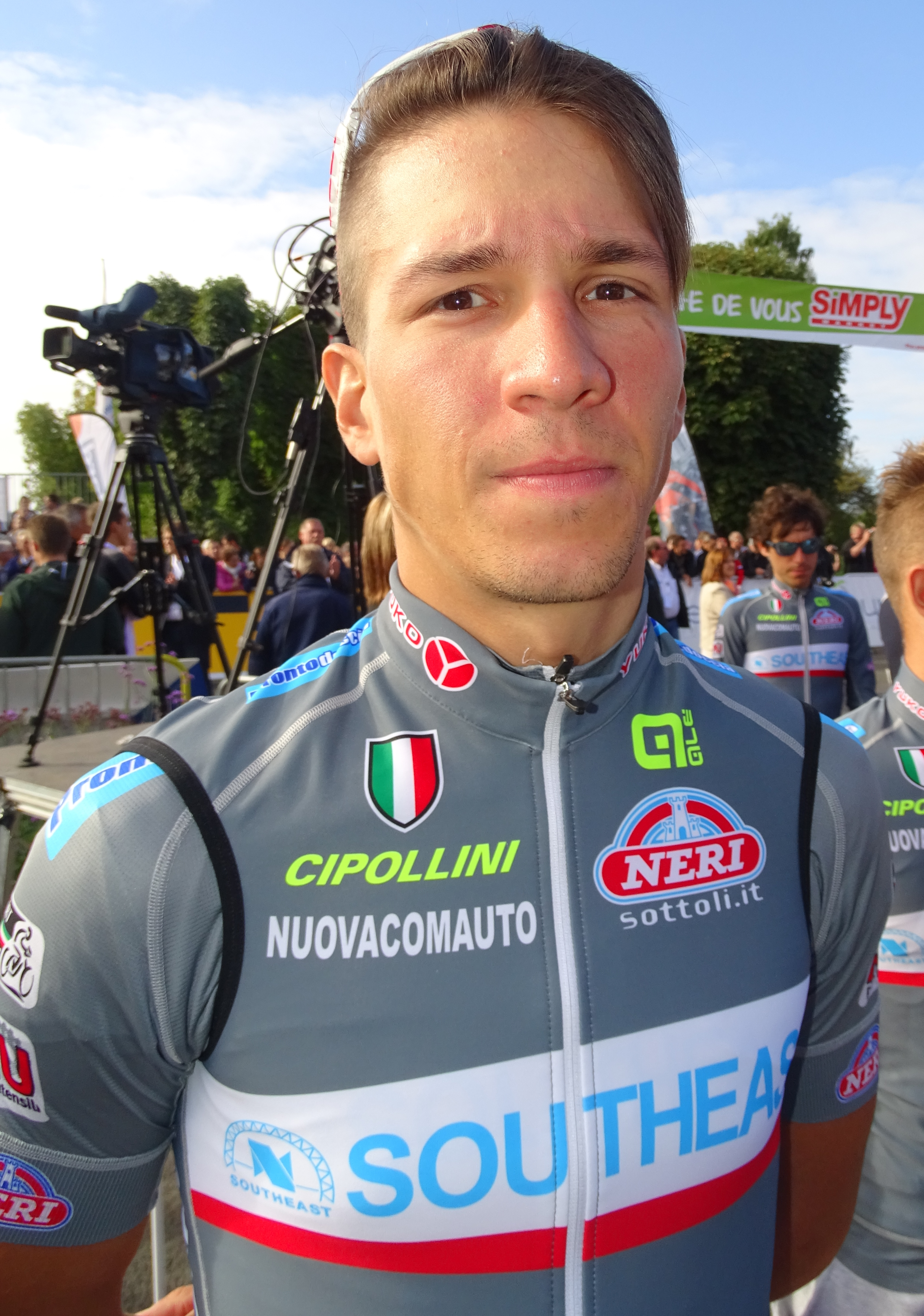
Andrea Fedi, ici photographié lors du départ du Grand Prix de Fourmies 2015, est vainqueur de la Fuga Pinarello en 2014.
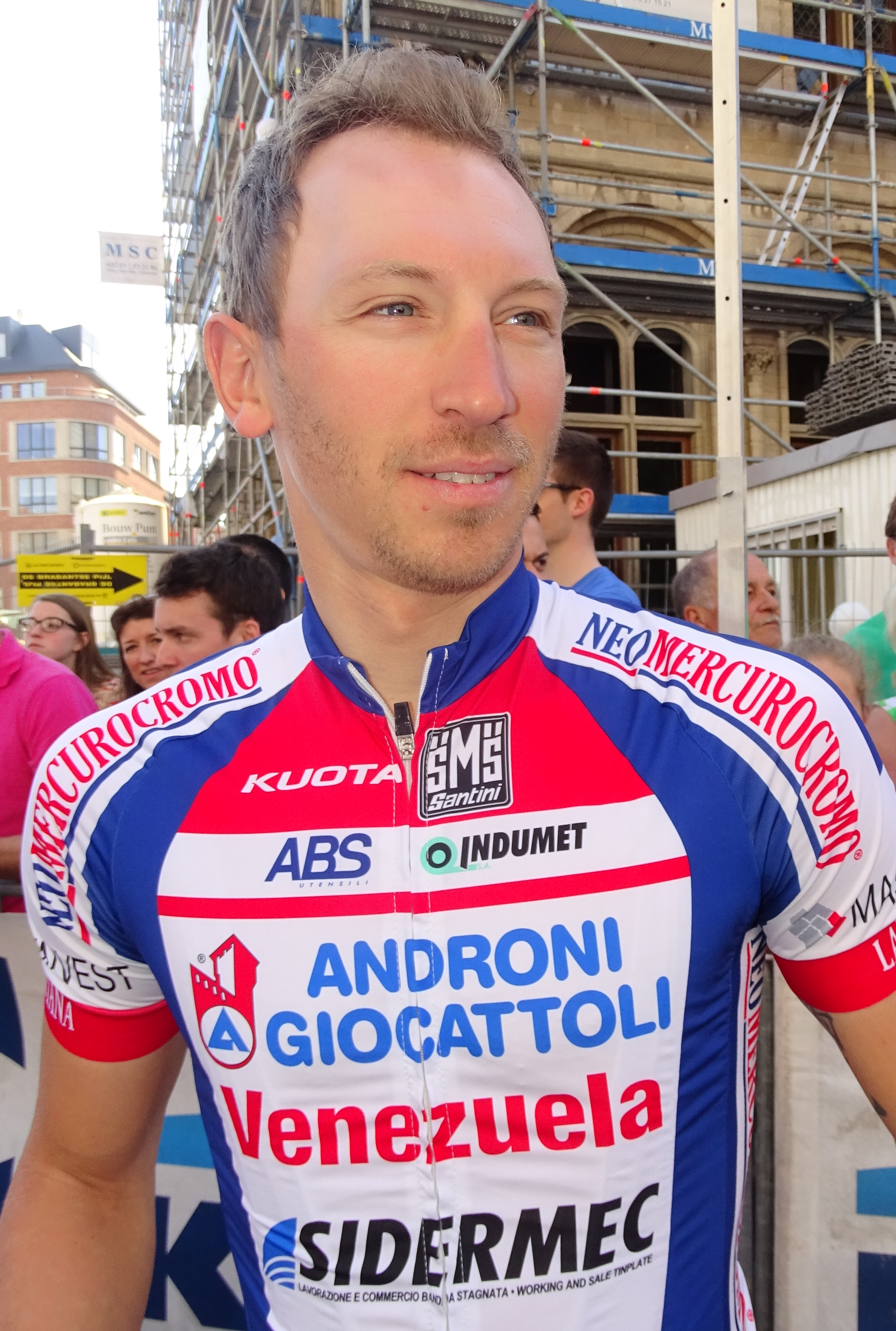
Marco Bandiera, ici photographié lors du départ de la Flèche brabançonne 2015 à Louvain, est vainqueur de la Fuga Pinarello en 2015.
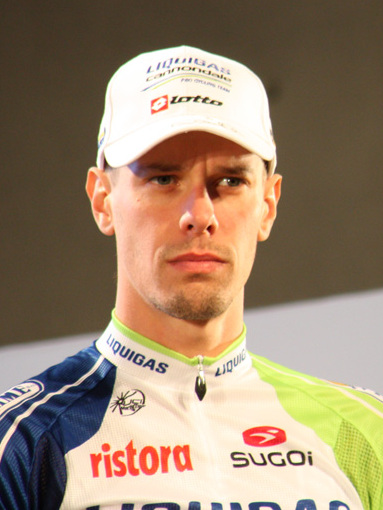
Daniel Oss, ici photographié lors de la Japan Cup 2012, est vainqueur de la Fuga Pinarello en 2016.